# Nicolás Suárez Bremec
Pour les articles homonymes, voir Suárez.
Nicolás Suárez Bremec est un footballeur hispano-uruguayen  né le 17 décembre 1977 à Barcelone. Il joue au poste de gardien de but.

## Carrière
- 1999 : Defensor Sporting Club -  Uruguay
- 2000 : IA Sud América -  Uruguay
- 2001 : Danubio Fútbol Club -  Uruguay
- 2002 : El Tanque Sisley -  Uruguay
- 2002-2005 : Carrarese Calcio -  Italie (Serie C1 & Serie C2)
- 2005-2007 : AC Arezzo -  Italie (33 matchs en Serie B)
- 2007-2008 : Ascoli Calcio 1898 -  Italie (Serie B)
- 2008-2009 : US Foggia -  Italie (Serie B)
- 2009- : Tarente Sport -  Italie